# Bikenibeu Paeniu
Pour les articles homonymes, voir Bikenibeu.
 (avril 2023).
Si vous disposez d'ouvrages ou d'articles de référence ou si vous connaissez des sites web de qualité traitant du thème abordé ici, merci de compléter l'article en donnant les références utiles à sa vérifiabilité et en les liant à la section « Notes et références ».
Bikenibeu Paeniu, né le 10 mai 1956 à Bikenibeu sur l'atoll de Tarawa (alors îles Gilbert et Ellice), est un homme politique tuvaluan. Il occupe le poste de Premier ministre des Tuvalu du 16 octobre 1989 au 10 décembre 1993 puis du 24 décembre 1996 au 27 avril 1999.

## Biographie
Paeniu fait son entrée sur la scène politique en 1989, après avoir remporté un siège au Parlement des Tuvalu à la suite d'une élection partielle.
Après les élections générales du 26 mars 1989, il défie le Premier ministre sortant, Tomasi Puapua, aux élections législatives. Il devient le plus jeune Premier ministre des Tuvalu à l'âge de 33 ans. Paeniu forme un cabinet composé de cinq membres le 16 octobre 1989.
Les élections générales suivante ont lieu le 25 novembre 1993. Lors de la réunion du Parlement qui suit, les députés partagent également leur soutien à Bikenibeu Paeniu et à l'ancien Premier ministre Tomasi Puapua. En conséquence, le gouverneur général dissout le Parlement le 22 septembre et de nouvelles élections ont eu lieu le 25 novembre 1993. Le Parlement subséquent élit Kamuta Latasi au poste de Premier ministre le 10 décembre 1993, avec une majorité de 7 voix sur 5. 
Kamuta Latasi reste Premier ministre jusqu'au 24 décembre 1996. En conséquence du vote d'une motion de censure, Kamuta Latasi démissionne et Bikenibeu Paeniu est élu Premier ministre pour la deuxième fois.
Lors de son second mandat au poste de Premier ministre, une controverse apparaît concernant la conception du drapeau des Tuvalu, duquel son prédécesseur a fait retirer l'Union Jack. Moins ouvertement républicain que Latasi, Paeniu mène avec succès les démarches visant à rétablir le drapeau précédemment utilisé.
Le 18 décembre 1997, le Parlement est dissout et des élections générales se tiennent le 26 mars 1998. Bikenibeu Paeniu est réélu Premier ministre le 8 avril 1998. Paeniu demeure Premier ministre jusqu'à sa démission consécutive au vote d'une motion de censure le 27 avril 1999. Ionatana Ionatana est élu Premier ministre.
Paeniu siège jusqu'en 2006 en tant que membre du Parlement représentant la circonscription de Nukulaelae. En outre, il est ministre des Finances et de la Planification économique dans les cabinets de Koloa Talake, Saufatu Sopoanga et Maatia Toafa. 
Paeniu perd son siège au Parlement lors des élections générales de 2006. Il doit relever des défis non seulement de la part de Namoliki Sualiki, indépendant, mais également de ses propres frère et neveu, Iefata et Luke, qui se sont opposés à lui dans sa circonscription. Bikenibeu Paeniu obtient 65 voix (contre 64 pour Luke et 21 pour Iefata), mais Sualiki est élu avec 109 voix.
Paeniu est un ancien étudiant de l'université du Pacifique Sud aux Fidji, où il réside à partir 2016.
En juin 2022, il devient l'ambassadeur des Tuvalu en République de Chine (Taïwan), résidant dès lors à Taipei.